# Montanhas Rochosas Canadianas
As Montanhas Rochosas Canadianas ou Montanhas Rochosas Canadenses (em inglês:  Canadian Rockies) são a parte das Montanhas Rochosas que se situa no Canadá. Com 180 000 km2 e 1 450 km de comprimento, formam a parte oriental da Cordilheira Canadiana, que é um sistema de múltiplas cordilheiras que percorre as Pradarias Canadianas até à Costa Ocidental do Canadá. As Montanhas Rochosas Canadianas ficam entre as Planícies Interiores de Alberta e do nordeste da Colúmbia Britânica. O extremo sul faz fronteira com os estados de Idaho e Montana, nos Estados Unidos. Em termos geográficos a fronteira é definida pela fronteira Canadá-Estados Unidos, mas em termos geológicos pode ser considerado o passo Marias no norte de Montana. O extremo norte é o rio Liard no norte da Colúmbia Britânica.
As Rochosas Canadianas têm numerosos picos e cordilheiras, como o monte Robson (3 954 m de altitude e o mais alto da cordilheira) ou o monte Columbia (3 747 m). A cordilheira é composta por xisto fino e calcário. Grande parte da área da cordilheira encontra-se em áreas protegidas e parques nacionais e provinciais, alguns dos quais listados pela UNESCO como património da humanidade.

## Cumes principais
| Nome               | Altitude (metros) | Altitude (pés) | Notas                                   |
| ------------------ | ----------------- | -------------- | --------------------------------------- |
| Monte Robson       | 3 954             | 12 972         | Ponto mais alto das Rochosas Canadianas |
| Monte Columbia     | 3 747             | 12 293         | Ponto mais alto de Alberta              |
| North Twin Peak    | 3 684             | 12 087         |                                         |
| Monte Clemenceau   | 3 658             | 12 001         |                                         |
| Monte Alberta      | 3 619             | 11 873         | Cume de escalada muito difícil          |
| Monte Assiniboine  | 3 618             | 11 871         | Ponto mais alto do sul das Rochosas     |
| Monte Forbes       | 3 612             | 11 850         |                                         |
| South Twin Peak    | 3 566             | 11 700         |                                         |
| Monte Temple       | 3 543             | 11 624         | Nas proximidades do Lago Louise         |
| Monte Bryce        | 3 507             | 11 506         |                                         |
| Monte Kitchener    | 3 505             | 11 500         |                                         |
| Monte Hungabee     | 3 492             | 11 456         |                                         |
| Monte Brazeau      | 3 470             | 11 385         |                                         |
| Monte Athabasca    | 3 491             | 11 453         |                                         |
| Snow Dome          | 3 456             | 11 339         | Triponto hidrográfico                   |
| Monte Andromeda    | 3 450             | 11 319         |                                         |
| Monte Joffre       | 3 449             | 11 316         |                                         |
| Monte Edith Cavell | 3 363             | 11 033         |                                         |
| Monte Bess         | 3 203             | 10 509         |                                         |

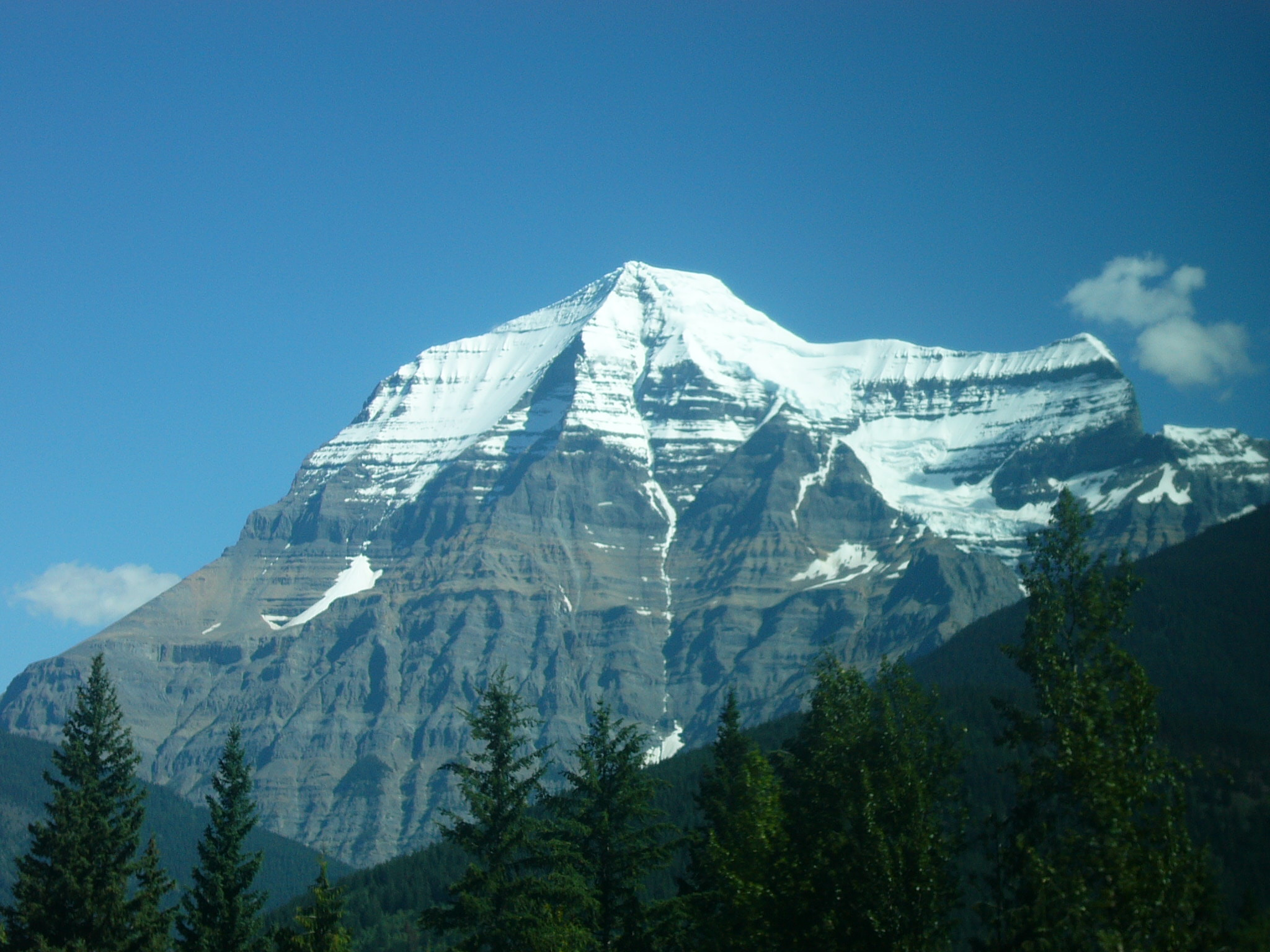
Monte Robson.

O monte Robson é o mais elevado das Rochosas Canadianas, mas não mais alto da Colúmbia Britânica, pois a Cordilheira Costeira e a Cordilheira Santo Elias têm picos mais altos. O monte Robson é particularmente impressionante, destacando-se sobre a Divisória Continental da América do Norte e dominando o passo de Yellowhead, um dos passos de montanha mais baixos das Rochosas, perto da autoestrada Yellowhead. 

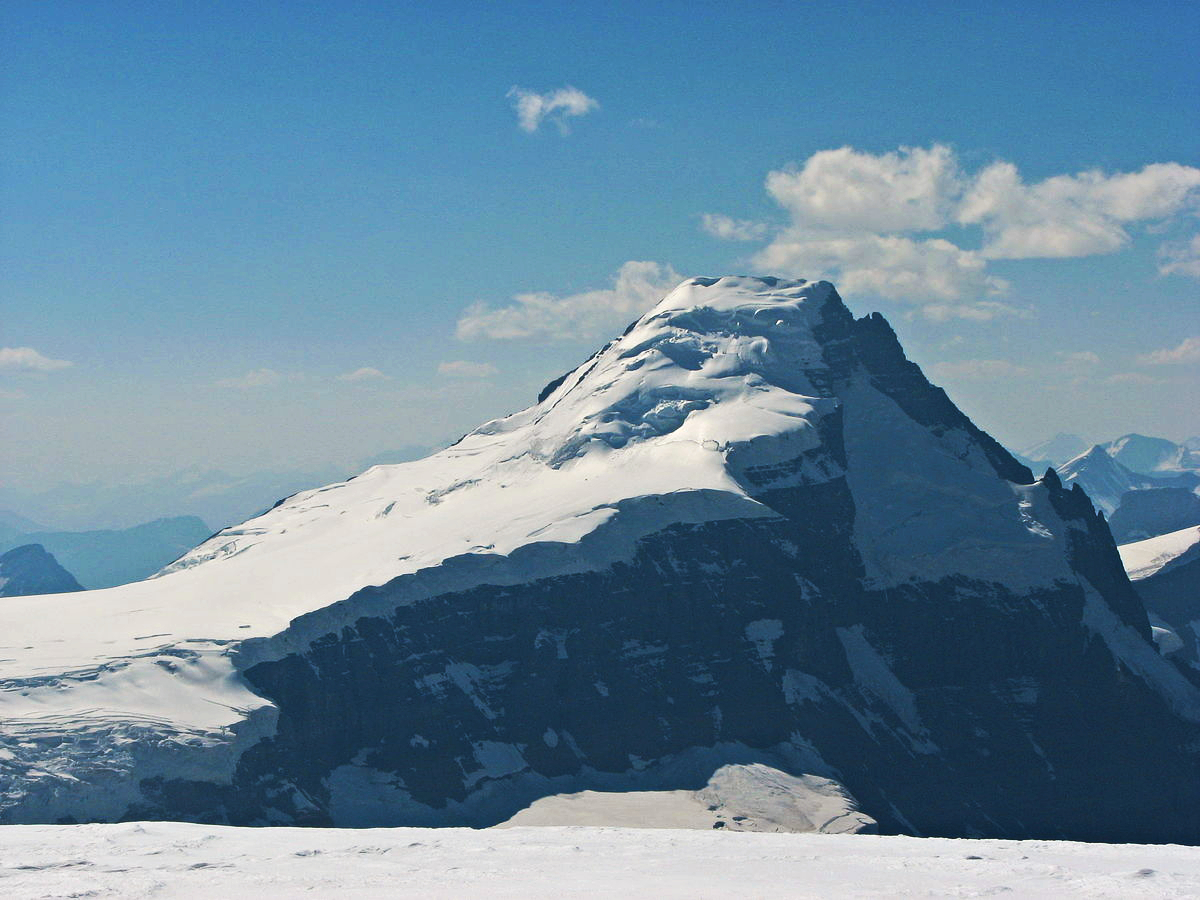
Monte Columbia.